# Diana Buttu
Diana Buttu es una abogada palestino-canadiense que trabajó como portavoz de la Organización para la Liberación de Palestina y como asesora legal palestina en las negociaciones de paz entre israelíes y palestinos. Ha trabajado asociada con la Universidad Stanford, la Universidad de Harvard y el Institute for Middle East Understanding (IMEU).

## Educación e infancia
Buttu nació en Canadá de padres palestinos. Según una breve biografía de Buttu en el Institute for Middle East Understanding, sus padres "no hablaban de su identidad palestina". Buttu afirma que intentaron "aislarme" después de haberse ido de Israel "por la evidente discriminación".
Tiene un bachiller universitario en letras en la especialidad de Estudios sobre Oriente Medio y el Islam, un máster en derecho por la Universidad de Toronto, un doctorado en jurisprudencia por la Queen's University Faculty of Law, un máster en jurisprudencia por la Universidad de Stanford y un máster en administración y dirección de empresas por la Kellogg School of Management de la Universidad del Noroeste. Poco después de obtener su doctorado en jurisprudencia se trasladó a Palestina, y actualmente reside en Ramala.

## Vida profesional
Buttu comenzó su trabajo como mediadora en el año 2000, poco después del estallido de la Segunda Intifada, en el cargo de portavoz de la Unidad de Apoyo a las Negociaciones de la Organización para la Liberación de Palestina. The Economist la describió en 2005 como lo más cercano a un cambio de imagen palestino. Un artículo de opinión de Al-Ahram Weekly en 2005 la alababa por haber conseguido proyectar la imagen opuesta al estereotipo de los palestinos como villanos.
Desde el fin de la Segunda Intifada, Buttu ha seguido trabajando como analista política para el Institute for Middle East Understanding, "una organización independiente y sin ánimo de lucro que proporciona a los periodistas un rápido acceso a información sobre Palestina y los palestinos, así como a fuentes expertas tanto en los Estados Unidos como en Oriente Medio." A fecha de 2020 trabaja como profesora en la Universidad de Birzeit.

## Opiniones
En una entrevista en la radio pública estadounidense (NPR) concedida poco después de obtener el cargo de consejera de la OLP, Buttu sugirió que era responsabilidad de los EE. UU. solucionar el problema entre Israel y Palestina.
"Tuve sentimientos encontrados con respecto a las negociaciones" afirmó Buttu. "Hay un problema estructural cuando los palestinos se sientan a negociar con los israelíes. Es como negociar con una pistola apuntándote a la cabeza, donde el pueblo que se encuentra bajo ocupación tiene que negociar su propia liberación."
En una entrevista con la CNN en 2008, Buttu afirmó que los cohetes palestinos no tienen cabezas explosivas y sugirió que Hamás es un resultado de la ocupación israelí.
Buttu propuso en un artículo en 2010 que los EE. UU. condicionasen su ayuda a Israel al desmantelamiento de los asentamientos israelíes en Cisjordania.
En 2011, después de la publicación de los Papeles de Palestina, Buttu pidió la dimisión de Saeb Erekat, el jefe negociador palestino, y afirmó que los documentos revelaban cómo de "alejados y poco representativos" estaban los negociadores palestinos con respecto a su propio pueblo. En una entrevista en 2011, Buttu declaró que sabía de buena tinta que los palestinos habían estado dispuestos a ceder territorio de Cisjordania a los israelíes a cambio de un acuerdo de paz.
Buttu defendió en un artículo de opinión en 2012 que las negociaciones entre palestinos e israelíes son "fútiles" dado el desequilibrio de poder entre las partes. "Cada propuesta israelí, e incluso la premisa subyacente de las negociaciones" argumentó Buttu, "buscan regularizar el comportamiento ilegal de Israel."
En una entrevista con la CNN en noviembre de 2012, Buttu declaró que el conflicto entre palestinos e israelíes no acabaría hasta que Israel no rindiese "cuentas ante el derecho internacional." Esto, según explicó, significa obligar a Israel a "retirarse por completo de Cisjordania y de la Franja de Gaza" para permitir a "todos palestinos vivir en libertad."
En un artículo de opinión de noviembre de 2012 para The Globe and Mail, Buttu calificó a la Franja de Gaza de "una prisión al aire libre" y denunció que "la última campaña de bombardeos de Israel (...) no distingue civiles de combatientes ni adultos de niños." En este artículo, Buttu acusaba a Israel de establecer "políticas sobre el número mínimo de calorías necesarias para evitar la desnutrición" y de limitar estrictamente el acceso de los gazatíes al mar Mediterráneo.
Buttu reiteró en una entrevista en enero de 2013 que las negociaciones entre palestinos e israelíes, tanto antes como durante y después de su participación en las mismas, han fallado "principalmente porque había dos partes muy desiguales." En la misma entrevista expresó su deseo de que Mahmoud Abbas "firmase la entrada en la Corte Penal Internacional", "haga que Israel pague por la construcción y expansión de sus asentamientos" y "se declare ese apartheid."
En una entrevista de julio de 2014 con la CNN, Buttu rechazó la acusación de que Hamás había usado escudos humanos, afirmó que no era cierto y que de serlo constituiría un crimen de guerra, y sugirió que era racista afirmar que muchos palestinos actuaban como escudos humanos. Su entrevistador, Jake Tapper, respondió que un vídeo de dos miembros de Hamás en el que pedían a civiles que actuasen como escudos humanos para proteger algunos edificios que eran objetivo de bombardeos israelíes demostraba que era una táctica común en este grupo.
En 2018, en un artículo de opinión en el diario israelí Haaretz, Buttu escribió que lamentaba haber formado parte del equipo negociador palestino. "Es repugnante que el mundo exija a los palestinos que negocien su libertad mientras Israel continúa robando tierra palestina."